# Repton (Alabama)
 Repton, Alabama és una població dels Estats Units a l'estat d'Alabama. Segons el cens del 2000 tenia 280 habitants.

## Demografia
Segons el cens del 2000, Repton tenia 280 habitants, 103 habitatges, i 77 famílies La densitat de població era de 207,9 habitants/km².
Dels 103 habitatges en un 32% hi vivien nens de menys de 18 anys, en un 55,3% hi vivien parelles casades, en un 14,6% dones solteres, i en un 25,2% no eren unitats familiars. En el 23,3% dels habitatges hi vivien persones soles el 7,8% de les quals corresponia a persones de 65 anys o més que vivien soles. El nombre mitjà de persones vivint en cada habitatge era de 2,72 i el nombre mitjà de persones que vivien en cada família era de 3,21.
Per edats la població es repartia de la següent manera: un 26,8% tenia menys de 18 anys, un 10,4% entre 18 i 24, un 25,4% entre 25 i 44, un 22,5% de 45 a 60 i un 15% 65 anys o més.
L'edat mediana era de 35 anys. Per cada 100 dones hi havia 95,8 homes. Per cada 100 dones de 18 o més anys hi havia 86,4 homes.
La renda mediana per habitatge era de 22.083 $ i la renda mediana per família de 28.281 $. Els homes tenien una renda mediana de 29.583 $ mentre que les dones 18.929 $. La renda per capita de la població era de 12.469 $. Aproximadament el 15,6% de les famílies i el 16,7% de la població estaven per davall del llindar de pobresa.

## Poblacions més properes
El següent diagrama mostra les poblacions més properes.